# Église Saint-Laurent de Ville-en-Tardenois
L'église Saint-Laurent est une église catholique située sur la commune de Ville-en-Tardenois, dans le département de la Marne, en France.

## Histoire et description

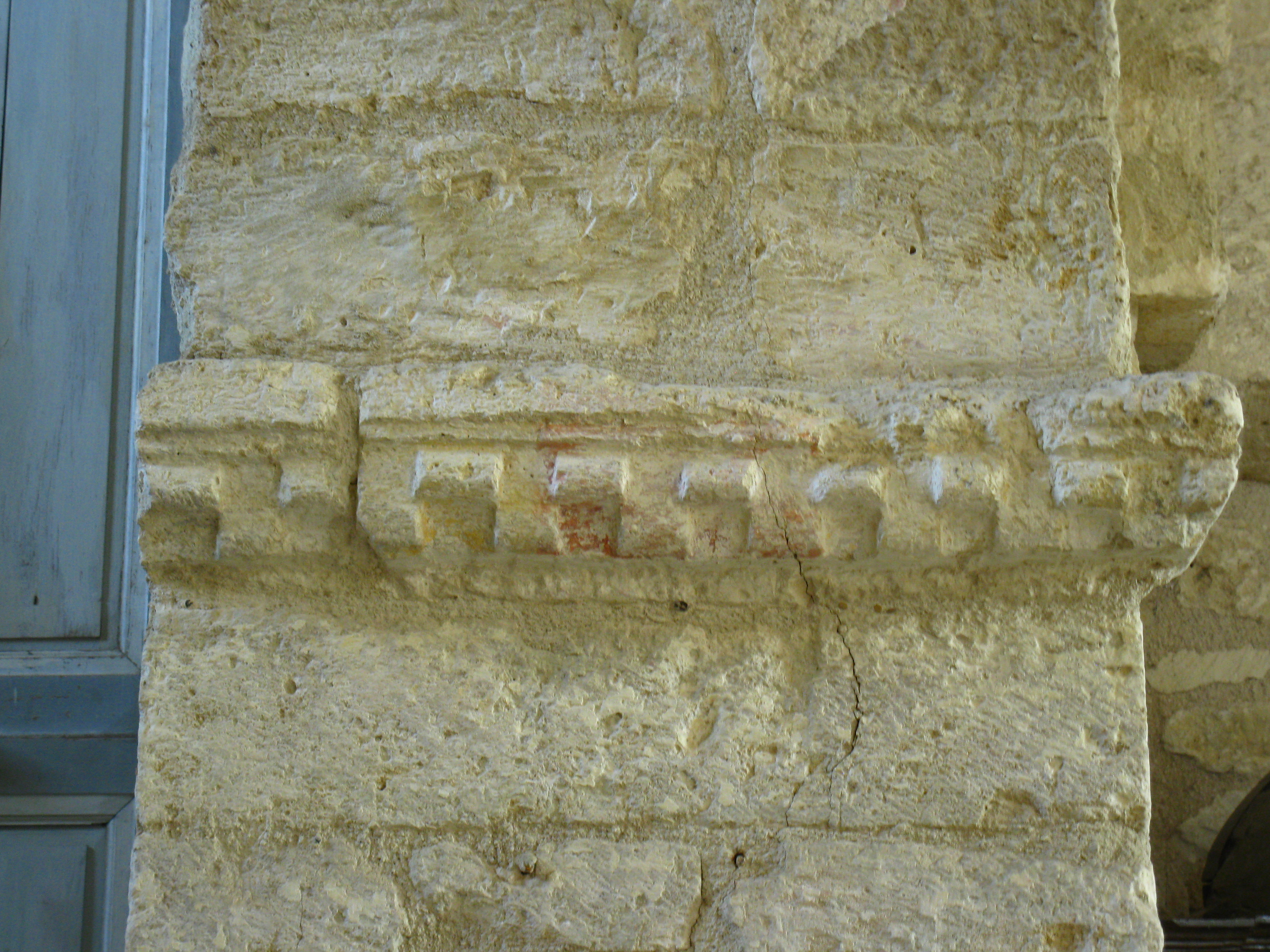
Tailloir orné de billettes, dans la croisée du transept de l'église.

L'église a été construite à partir d'une pierre extraite dans la région, dite « de Courville ». Ses parties les plus anciennes sont de style roman et datent du XIIe ou du XIIIe siècle. C'est le cas notamment de la croisée du transept, où se trouvent d'ailleurs les seuls ornements du monument, des tailloirs à billettes. Elle est surmontée par une tour carré avec des baies géminées doubles.
La nef, composée d'arcades en berceau brisé, semble avoir été modifiée depuis sa création. Le chœur, au chevet plat, est légèrement désaxé par rapport à cette dernière.

### Mobilier

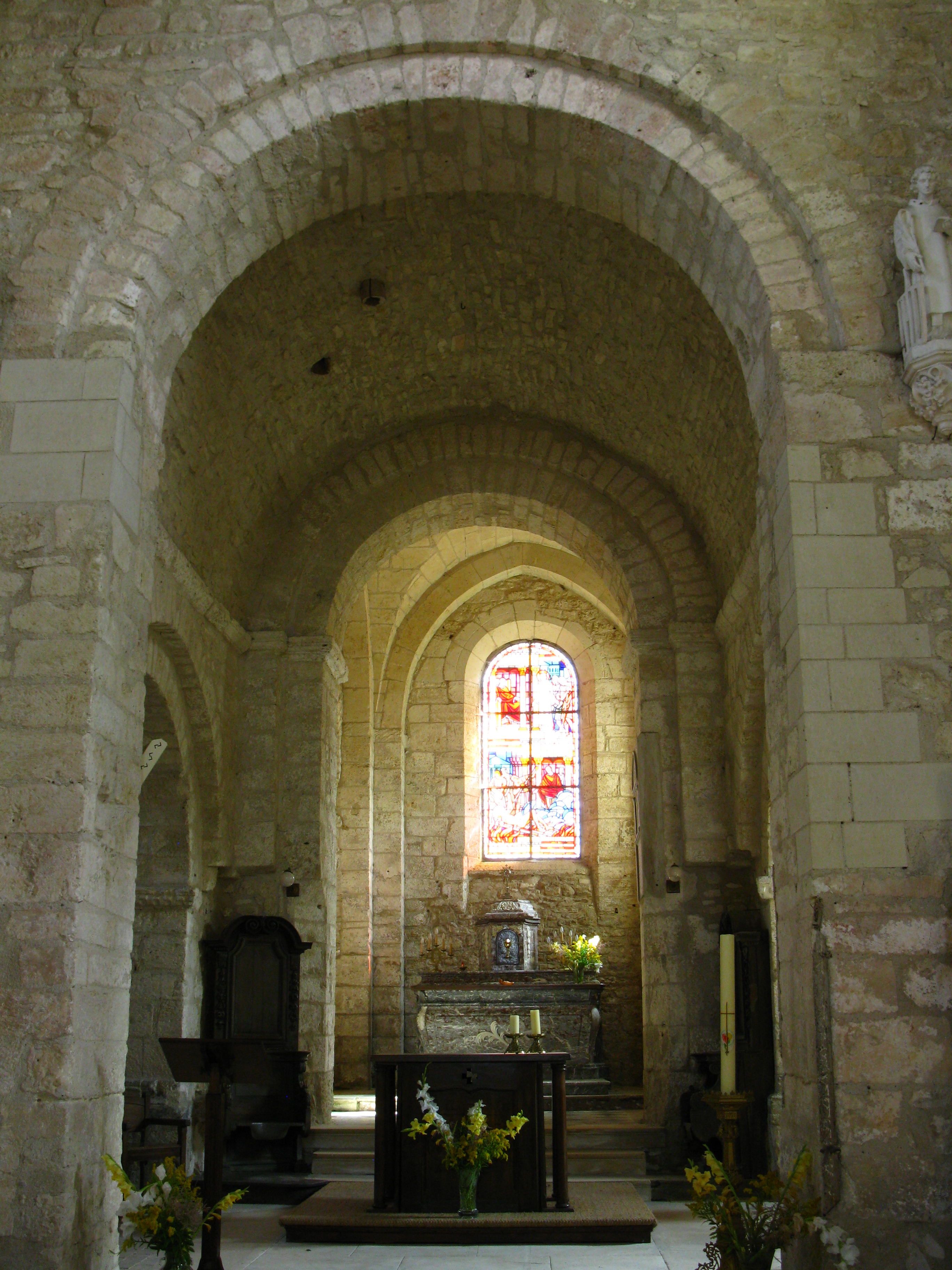
Le transept.

Il y a dans l'aglie, une inscription funéraire  de la famille Baudier de 1637, une de Claude Baudier de 1647, un maitre autel et des stalles du XVIIIe siècle.
L'édifice fut classé au titre des monuments historiques en 1919.